# Arcoverde
Arcoverde è un comune del Brasile nello Stato del Pernambuco, parte della mesoregione del Sertão Pernambucano e della microregione del Sertão do Moxotó.